# Banteay Kdei

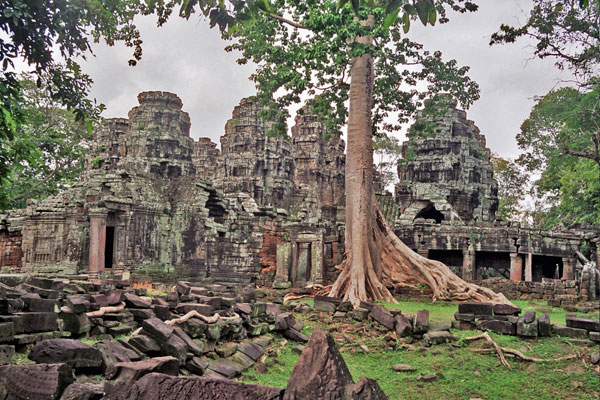
El santuari central de Banteay Kdei

Banteai Kdei és un temple budista situat al complex arqueològic d'Angkor, al nord de Siem Reap, Cambodja. El temple es va aixecar al bell mig d'un recinte emmurallat, el qual és a tocar del Srah Srang, al sud del Baray oriental i a llevant d'Angkor Thom. Angkor, aquest temple inclòs, ha estat declarat Patrimoni de la Humanitat per la UNESCO.

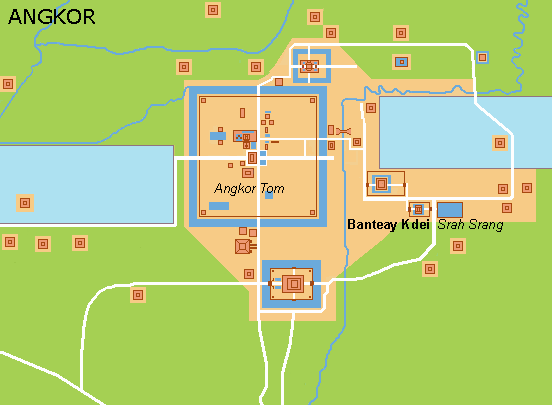
Banteay Kdei, dins el complex d'Angkor

## Història
Aquest temple es va bastir en el mateix emplaçament d'un altre anterior, del segle x. Pràcticament no n'hi ha documentació (no s'ha trobat l'estela fundacional). La seva construcció es va desenvolupar durant el regnat de Jayavarman VII (1160-1219) i del seu successor, Indravarman II (1219-1243). No és una construcció unitària, i s'hi van fer reformes. L'estat de conservació del conjunt és regular, amb zones enrunades i d'altres restaurades.

## Els edificis

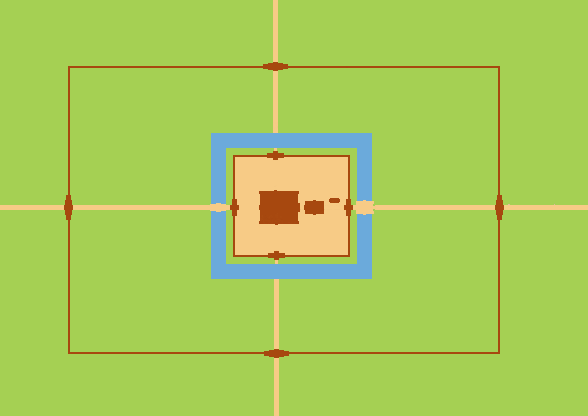
Esquema general del recinte

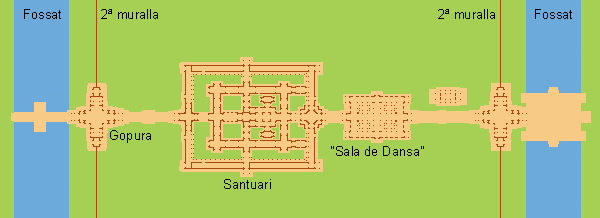
Esquema de la zona del temple

Com en altres construccions d'Angkor, ens trobem amb un complex ciutat, tancat dins d'una muralla d'uns 500 x 700 m, amb quatre gopures iguals orientats als punts cardinals. El temple, com és habitual, està orientat a llevant. El primer gopura, en aquesta muralla, és centrat per una torre amb quatre rostres orientats als punts cardinals, similars als d'Angkor Tom; a la part inferior hi ha representacions de Garuda. Hi ha també unes falses finestres amb balustres figurats; el curiós és que es representen mig obertes, amb aquests balustres només a la part inferior. Més endavant, hi ha restes escasses de dues "biblioteques".

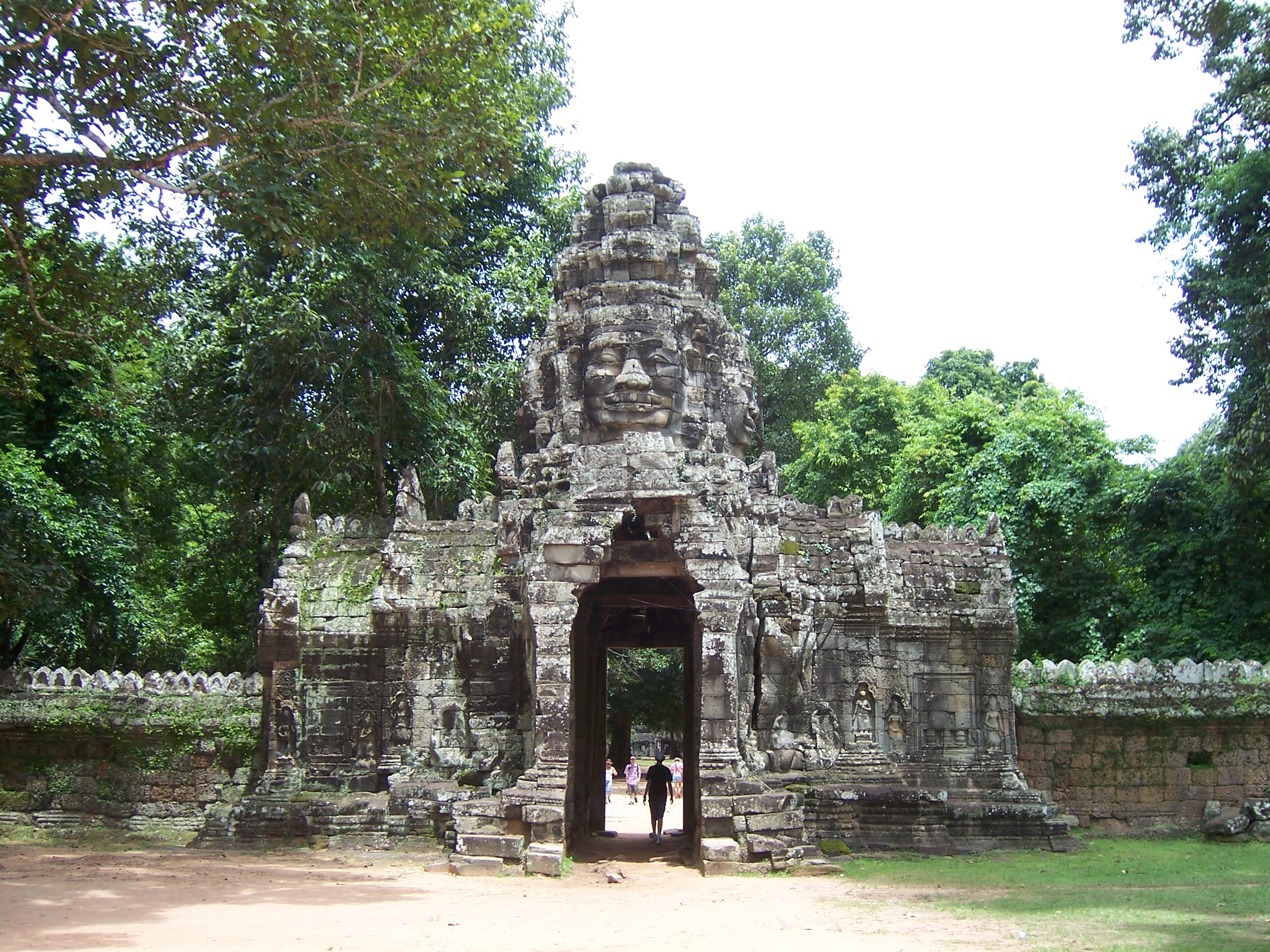
El primer gopura. Als costats, les falses finestres amb balustres, mig obertes

 El centre és ocupat pel santuari. Entrant pel gopura de llevant hom troba en primer lloc una terrassa, sobre un fossat rectangular antigament inundat, a l'interior del qual hom troba un segon recinte emmurallat, amb unes mides de 320 x 300 m. La terrassa sobre el fossat té un segon cos de planta cruciforme i és envoltat de representacions de Nāga, la serp protectora amb grans caps de cobra drets.
Darrere la terrassa s'aixeca el segon gopura monumental, un dels quatre que es troben en aquesta muralla, orientats als quatre punts cardinals. Al bell mig d'aquesta entrada hi ha una imatge de Buda assegut.

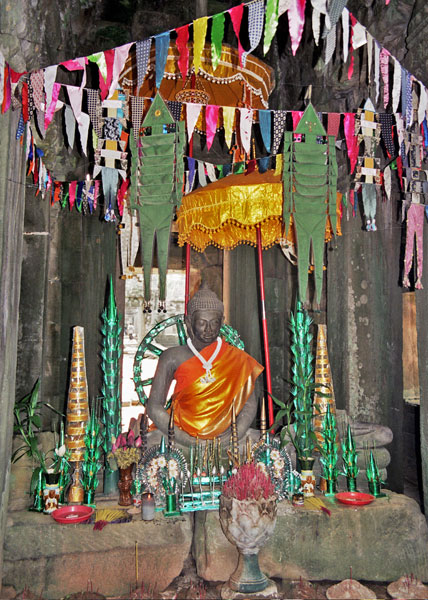
Imatge de Buda, al segon gopura

 Seguint la calçada elevada, que travessa els edificis d'est a oest, trobem a la dreta (nord) un una construcció coneguda com a edifici de Columnes, bastant deteriorat i que hom ignora a què es destinava. Després hom troba la sala de Dansa, una construcció hipòstila amb quatre petits patis. No té coberta, ja que s'hauria fet de fusta i ara s'ha perdut. El seu nom és degut als relleus d'apsares que es veuen a les mateixes columnes.
Passada la sala de Dansa, hom arriba al darrer recinte, el temple pròpiament dit. Com els anteriors, també té quatre gopures, l'oriental més monumental, el de ponent més senzill i els del nord i sud, pràcticament simples portes. Aquesta muralla té una galeria a la part interior, que envolta, a manera d'un claustre, el santuari.
Aquest santuari està format per quatre galeries perimètriques, i dues més en forma de creu al centre, de manera que delimiten quatre patis, els dos primers ocupats per petites "biblioteques". El centre és ocupat pel santuari principal.
Cal assenyalar que, a diferència dels temples occidentals de l'època, aquests no estaven pensats per acollir els fidels per a celebracions litúrgiques, simplement s'aixecaven com a residència dels déus, una mena de palaus celestials. Les cambres dels santuaris no tenen grans mides i la seva circulació per l'interior és dificultosa, són fosques, amb barreres arquitectòniques, etc. La seva funció era la d'acollir una o diverses imatges i permetre mínimament la circulació dels encarregats del seu manteniment.
A partir d'aquí el recorregut és ja de sortida, sempre en direcció a ponent, primer el gopura del santuari, després el de la segona muralla, arruïnat, una terrassa sobre el fossat i el darrer gopura, ja a la sortida de la "ciutat".

## Galeria

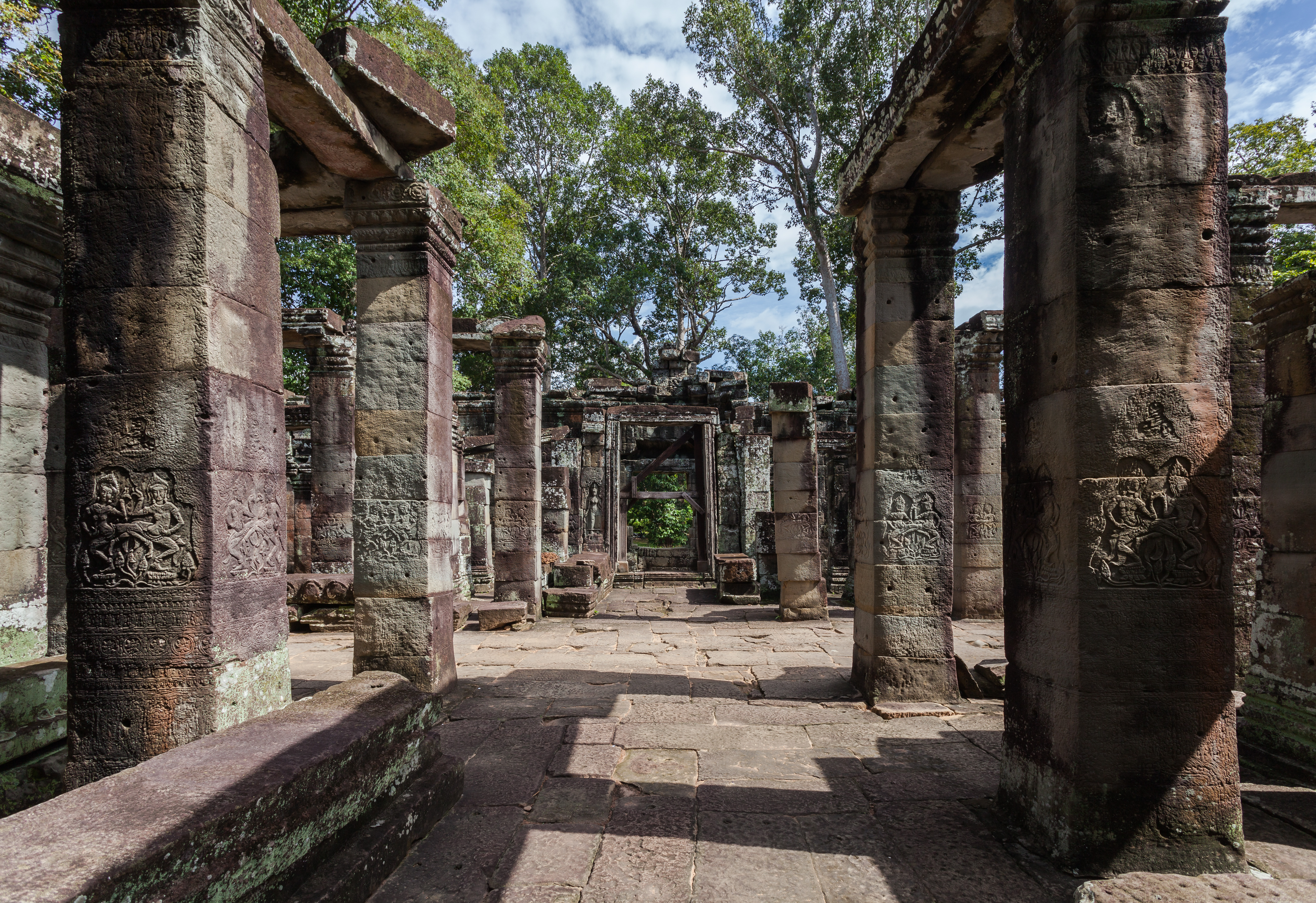
La sala de Dansa
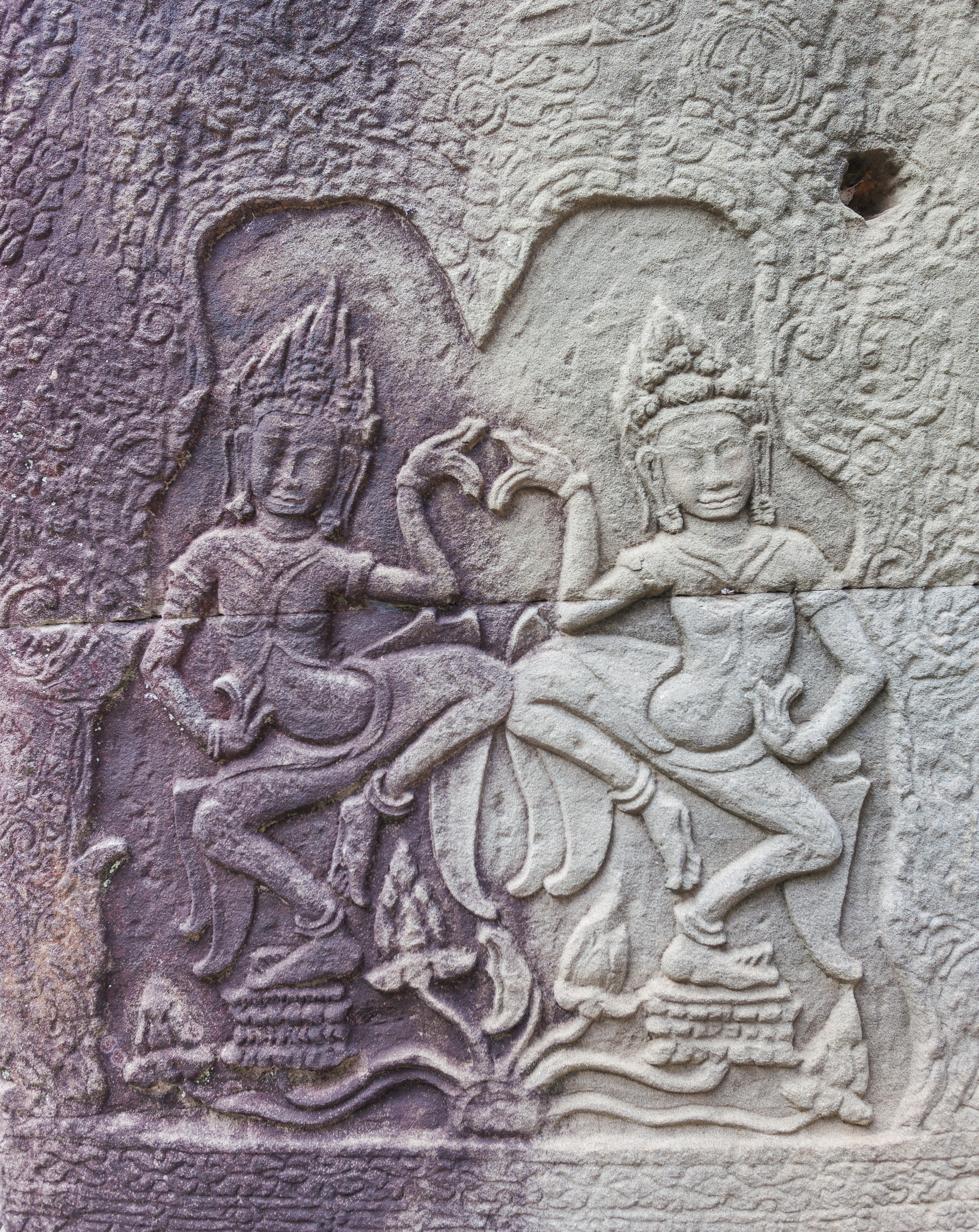
Relleu de la sala de Dansa
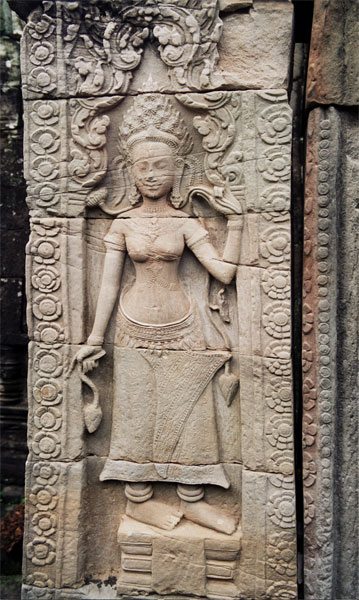
Relleu
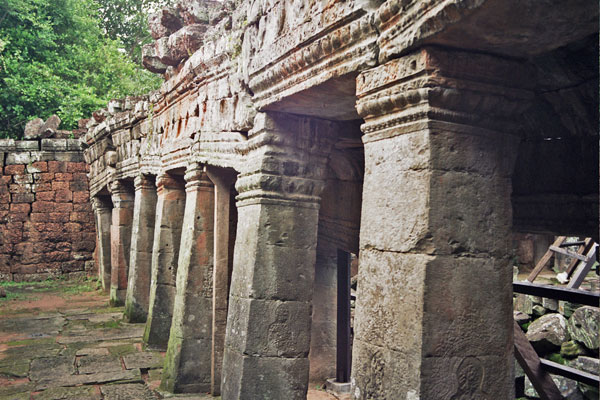
El pòrtic del santuari, desestabilitzat
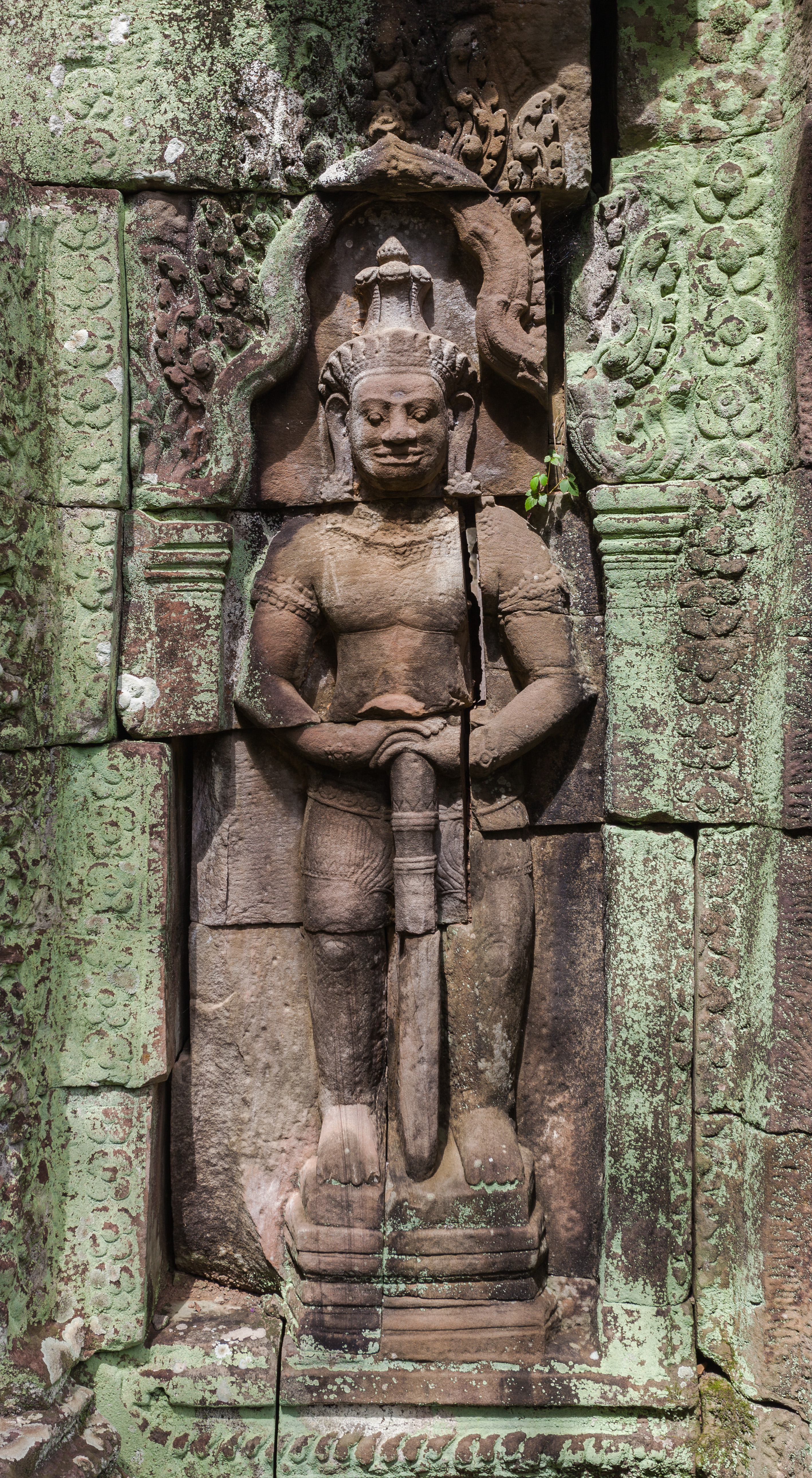
Baix relleu d'un Dvarapala a Banteay Kdei
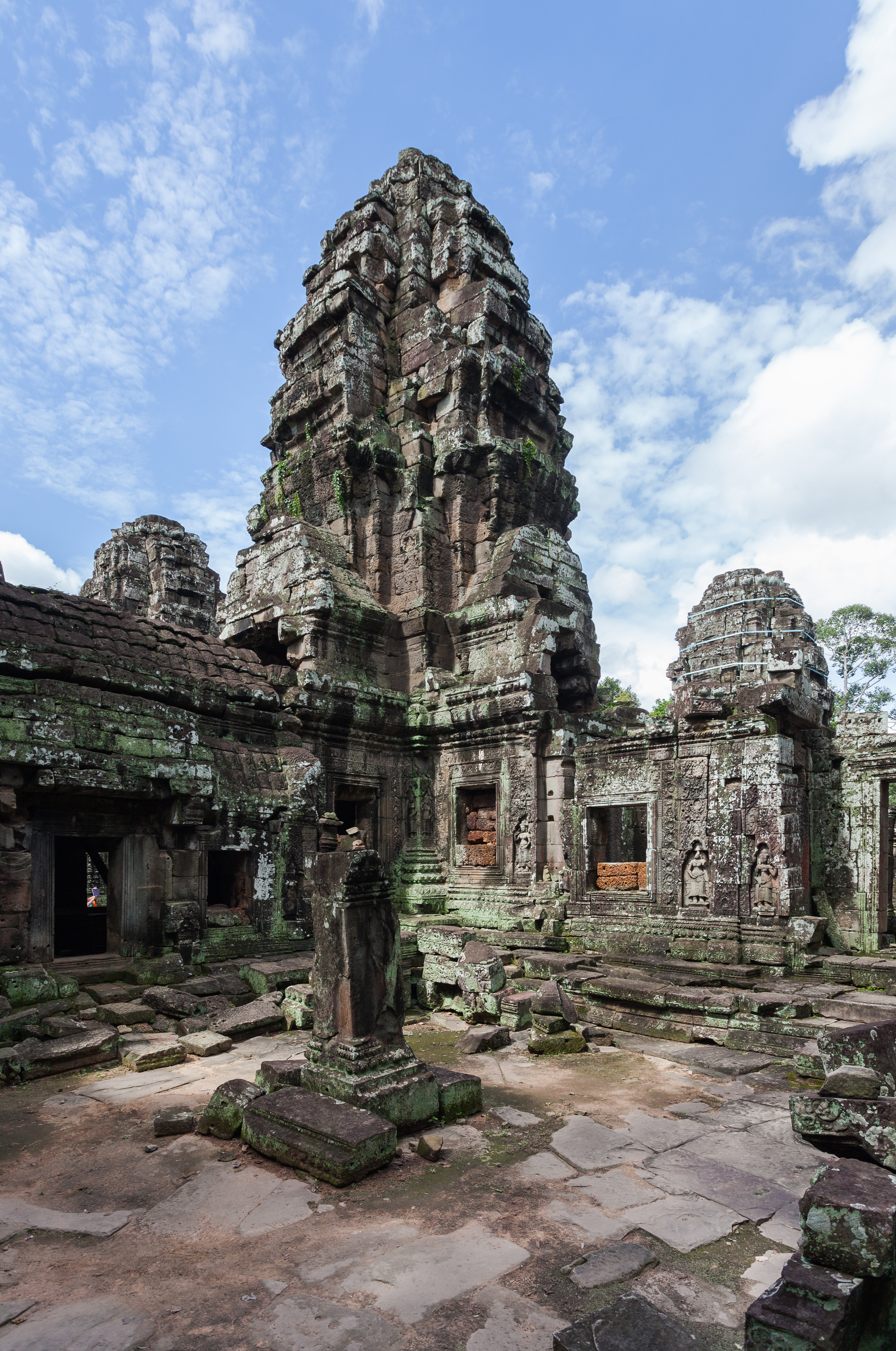
Interior del temple